# 1082 км (зупинний пункт)
1082 кіломе́тр — пасажирська зупинна залізнична платформа Лиманської дирекції Донецької залізниці.
Розташована поблизу садово-дачних ділянок, Краматорський район, Донецької області на лінії Слов'янськ — Горлівка між станціями Диліївка (9 км) та Костянтинівка (4 км).
Через бойові дії рух приміських та пасажирських поїздів на даній ділянці припинено.